# Organización Europea para la Investigación Espacial
La Organización Europea para la Investigación Espacial (OEIE o ESRO, del inglés European Space Research Organisation y en francés, el otro idioma oficial, Conseil Européen de Recherche Spatiale) fue una organización europea que se dedicó a estudiar el espacio exterior. Fue fundada en 1962 por Alemania, Bélgica, Dinamarca, España, Francia, Italia, Países Bajos, Reino Unido, Suecia y Suiza. Es la predecesora de la que sería la actual Agencia Espacial Europea (ESA).
La ESRO puso en órbita con éxito varios satélites, mediante lanzadores estadounidenses, especializados en la observación del Sol y en las influencias de este sobre la Tierra. Al contrario que su organización "hermana", la ELDO, no tuvo problemas graves y fue una muestra de que la cooperación europea en este campo podía funcionar. 